# Priestleya
Priestleya é um género botânico pertencente à família Fabaceae.

## Espécies
O género Priestleya inclui 36 espécies descritas, mas apenas 15 se encontram aceites:
- Priestleya angustifolia Eckl. & Zeyh.
- Priestleya calycina L.Bolus
- Priestleya capitata (Thunb.) DC.
- Priestleya graminifolia DC.
- Priestleya hirsuta (Thunb.) DC.
- Priestleya laevigata (L.) Druce
- Priestleya latifolia Benth.
- Priestleya leiocarpa Eckl. & Zeyh.
- Priestleya myrtifolia (Thunb.) DC.
- Priestleya sericea (L.) E.Mey.
- Priestleya teres (Thunb.) DC.
- Priestleya thunbergii Benth.
- Priestleya tomentosa (L.) Druce
- Priestleya umbellifera (Thunb.) DC.
- Priestleya vestita (Thunb.) DC.